# Paradesmodora sinuosa
Paradesmodora sinuosa is een rondwormensoort uit de familie van de Desmodoridae. De wetenschappelijke naam van de soort is voor het eerst geldig gepubliceerd in 1972 door Ott.